# Campionati oceaniani di ciclismo su strada - Corsa in linea femminile junior
La Cronometro femminile junior è una delle prove disputate durante i campionati oceaniani di ciclismo su strada. Viene corsa regolarmente dalla fondazione nel 2005, con la sola eccezione del biennio 2020-21, quando venne annullata a causa della pandemia da COVID-19.

## Albo d'oro
Aggiornato all'edizione 2023.
| Anno      | Vincitore                                        | Secondo                                          | Terzo                                            |
| --------- | ------------------------------------------------ | ------------------------------------------------ | ------------------------------------------------ |
| 2005      | Kerri-Anne Page                                  | Tiffany Cromwell                                 | Tess Downing                                     |
| 2007      | Josephine Tomic                                  | Lauren Kitchen                                   | Carlee Taylor                                    |
| 2008      | Emma Petersen                                    | Chloe Hosking                                    | Gemma Dudley                                     |
| 2009      | Kendelle Hodges                                  | Alexandra Carle                                  | Jasmin Hurikino                                  |
| 2011      | Jessica Mundy                                    | Emily Herfoss                                    | Sophie Williamson                                |
| 2012      | Emily Herfoss                                    | Sophie Williamson                                | Jessica Mundy                                    |
| 2013      | Josie Talbot                                     | Alexandra Manly                                  | Madeline Marshall                                |
| 2014      | Elizabeth Stannard                               | Jessica Pratt                                    | Anna-Leeza Hull                                  |
| 2015      | Kristina Clonan                                  | Tori Saunders                                    | Jessica Pratt                                    |
| 2016      | Chloe Moran                                      | Mikayla Harvey                                   | Ruby Roseman-Gannon                              |
| 2017      | Madeleine Fasnacht                               | Sarah Gigante                                    | Emily Mascaro                                    |
| 2018      | Sarah Gigante                                    | Jenna Merrick                                    | Connie O'Brien                                   |
| 2019      | Ella Wyllie                                      | Hannah Bartram                                   | Neve Bradbury                                    |
| 2020-2021 | non disputata a causa della pandemia di COVID-19 | non disputata a causa della pandemia di COVID-19 | non disputata a causa della pandemia di COVID-19 |
| 2022      | Belinda Bailey                                   | Bronte Stewart                                   | Mackenzie Coupland                               |
| 2023      | Talia Appleton                                   | Felicity Wilson-Haffenden                        | Nicole Duncan                                    |

## Medagliere
| Pos.   | Nazione       | Oro | Argento | Bronzo |    |
| ------ | ------------- | --- | ------- | ------ | -- |
| 1      | Australia     | 12  | 12      | 13     | 37 |
| 2      | Nuova Zelanda | 3   | 3       | 2      | 8  |
| Totale | Totale        | 15  | 15      | 15     | 45 |